# La rivincita dei nerds II
La rivincita dei nerds II (Revenge of the Nerds II - Nerds in Paradise) è un film del 1987 diretto da Joe Roth, sequel di La rivincita dei nerds del 1984.

## Trama
Lewis e gli altri nerds sono invitati, in qualità di organizzazione studentesca principale, al raduno nazionale delle organizzazioni studentesche a Fort Lauderdale, Florida.
Poiché il vicedirettore dell'albergo dove risiedono tutte le confraternite è stato un Alpha Beta, ai nostri vengono cancellate le prenotazioni. Devono ripiegare su un alberghetto di infimo ordine diretto da una cubana che non parla una parola di inglese.
Caccola trova il suo maestro, Moccolo, un cinese capace di emettere dei rutti di numerosi decibel senza bere alcunché, che raggiungono i 20 secondi di durata.
Lewis si invaghisce della receptionist dell'albergo sede dell'evento, la quale, bistrattata dal vicedirettore per il solo fatto di essere in prova, si mette coi nostri, non dopo esser stata usata dagli Alpha Beta per un micidiale scherzo ai Tri-Lambda: lei e altre due ragazze vengono ingaggiate per circuire i nerds portandoli al mare con la macchina di un Alpha, per poi andare a denunciarli per il furto di questa.
Sennonché Sunny, la receptionist, scopre il misfatto, paga la cauzione, confessa tutto e si scusa con Lewis e i suoi.
Appena fuori dal carcere, gli Alpha rapiscono tutti i Lambda, compresa Sunny, e li abbandonano su di un'isola deserta. Sbarcano lì anche Orco, che vuole spifferare a tutti lo scherzo che hanno fatto, per potersene gloriare, ma per non essere buttati fuori dall'Associazione Nazionale non una parola dovrebbe scappare.
I Nerds, col nuovo amico Orco, riescono a scappare dall'isola, avendo ivi trovato un natante militare abbandonato. Giungono all'assemblea e riescono a mettere in cattiva luce gli Alpha. Roger, il capo degli Alpha, su di giri, si esprime quindi brutalmente contro i nerds, offendendoli davanti a tutti. Lewis non risponde a parole, ma, finalmente, tira un inaspettato diretto verso il mento di Roger, che cade in piscina in un tripudio di applausi.
La storia si conclude con l'iniziazione di Orco nella confraternita dei Tri-Lambda.